# Eric Hallström
Cornelius Efraim (Eric) Hallström, född 22 november 1893 i Adolf Fredriks församling i Stockholm, död 17 juni 1946 i Danderyds församling, var en svensk målare och grafiker som tillhörde gruppen Färg och Form.
Eric Hallström var son till konstnären Carl Hallström. Fadern hade ursprungligen arbetat som litograf i Norrköping, men senare flyttat till Stockholm. Efter en tids konststudier i Tyskland gick han över till att arbeta som landskapsmålare. Carl Hallström var djupt religiös, något som sonen Eric under sin ungdom kom att ta avstånd ifrån. Eric Hallström gick först i lära hos sin far och fick arbeta tillsammans med denne i hans ateljé. Han studerade sedan vid Tekniska skolan i Stockholm 1909–1910 och vid Wilhelmsons målarskola 1912. Ett första inflytande från naivismen kan skönjas i hans måleri från och med 1913, men under de följande åren influerades han främst av måleriet inom Konstnärsförbundet. Under första världskriget kom Hallström även att påverkas av kubismen.
1917 fick han och målarkamraten Gideon Börje kontakt med den i Stockholm bosatte italienske futuristen och konsthandlaren Arturo Ciacelli. Året därpå ställde båda ut sina verk hos Ciacellis konstgalleri på Strandvägen.
Eric Hallström räknas till en av de främsta företrädarna för naivismen i Sverige på 1910- och 1920-talen. Efter resor i Italien och Tyskland kom hans konst vid mitten av 1920-talet att influeras av Nya sakligheten. Under 1930- och 1940-talen präglas hans konst, under ömsesidig påverkan bland annat av Albin Amelin och Sven Erixson ("X:et") av vitalism, en expressionistisk naturalism.
Han har utfört landskap, norrländska älvmotiv, men mestadels motiv från Stockholms gator, figurtavlor och interiörer. Många av hans bästa verk tillkom på 1910-talet då motiven hämtades från Rörstrands Porslinsfabrik, Hagaparken och Karlbergs slott. Kring 1917 hör till den allra främsta perioden i Hallströms oeuvre, då de välkända verken På ön, Den ryske miljonären och Karlbergs ridbana tillkom.
Hallström är representerad på många av Sveriges konstmuseer, bland annat Göteborgs konstmuseum, Moderna museet, Norrköpings konstmuseum, Kalmar konstmuseum. och Malmö museum. Han är begravd på Danderyds kyrkogård.